# جاناتان بیه
جاناتان بیه (انگلیسی: Jonathan Béhé؛ زادهٔ ۱۳ ژانویهٔ ۱۹۸۹) بازیکن فوتبال اهل فرانسه است که در پست مهاجم بازی می‌کند.
از باشگاه‌هایی که در آن بازی کرده‌است می‌توان به باشگاه فوتبال واریورس، باشگاه فوتبال پلیس ترو، باشگاه فوتبال لوچ ولادی‌وستوک، و باشگاه فوتبال لو مان اشاره کرد.